# 走部
走部（）は、漢字を部首により分類したグループの一つ。
康熙字典214部首では156番目に置かれる（7画の10番目、酉集の10番目）。

## 概要
走部には「走」を筆画の一部として持つ漢字を分類している。
単独の「走」字は走ることを意味する。他に走ることを意味する言葉に「奔」があるが、「奔」が緊急の用事に急かされて走るのに対し、「走」は主体的に走ることを表す。また「走」には、逃げる、赴く・行く、使い走りの下僕といった意味がある。なお、現代中国語では、「走」は行くの意味で使われ、走るの意味を表すのには「跑」が用いられる。
「走」字は字源としては、人が両腕を振って走るさまを象る象形文字に、意符「止」を加えたものである。
「走」は意符としては道を進むことに関する文字に含まれる。楷書では、このとき主として左から下にかかる繞の位置に置かれ、半包囲構造を作る。

## 部首の通称
- 日本：はしる・そうにょう
- 中国：走字底
- 韓国：달릴주부（dallil ju bu、はしる走部）
- 英米：Radical run

## 部首字
走
- 中古音
  - 広韻 - 子苟切、厚韻、上声
  - 詩韻 - 有韻、上声
  - 三十六字母 - 精母
- 現代音
  - 普通話 - ピンイン：zǒu 注音：ㄗㄡˇ ウェード式：tsou3
  - 広東語 - Jyutping:zau2 イェール式:jau2
- 日本語 - 音：ソウ（漢音・呉音） 訓：はしる
- 朝鮮語 - 音：주(ju) 訓：달릴（dallil、はしる）

## 例字
- 走
  - 2:赴・赳（赳3）、3:起、5:越・超・趁、7:趙、8:趣、10:趨